# Nguyễn Phúc Thanh
Nguyễn Phúc Thanh (25 tháng 6 năm 1944 – 8 tháng 2 năm 2019) là một chính khách và tướng lĩnh Quân đội nhân dân Việt Nam, hàm Trung tướng. Ông cũng là Đại biểu Quốc hội Việt Nam khóa X, XI, thuộc đoàn đại biểu Tuyên Quang, Phó Chủ tịch Quốc hội, Chủ nhiệm Ủy ban Quốc phòng và An ninh của Quốc hội khóa X, XI (1997–2007).

## Sự nghiệp
Tháng 11/1964, ông nhập ngũ, chiến sĩ Tiểu đoàn 2, Trung đoàn 9, Sư đoàn 304. Ngày 8/2/1966, ông gia nhập Đảng Nhân dân Cách mạng Việt Nam, chính thức là ngày 9/2/1967.
Tháng 7/1967 – 11/1970, ông làm Trung đội trưởng, Đại đội phó, Đại đội trưởng, Tiểu đoàn phó rồi Tiểu đoàn trưởng Tiểu đoàn 2, Trung đoàn 9, Quân khu Trị Thiên.
Tháng 12/1970 – 8/1972, ông học tại Học viện Lục quân (Việt Nam).
Tháng 8/1972, ông làm Trợ lý tác chiến Quân khu Trị Thiên.
Tháng 5/1973 – 2/1975, ông đảm nhiệm các chức vụ Trung đoàn phó Trung đoàn 1 rồi Trung đoàn trưởng Trung đoàn 1, Sư đoàn 324.
Tháng 3/1975 – 9/1978, ông làm Tham mưu phó Sư đoàn 324.
Tháng 10/1978 – 6/1980, ông học tại Học viện Quốc phòng (Việt Nam).
Tháng 7/1980 – 6/1981, ông làm Sư đoàn phó – Tham mưu trưởng Sư đoàn 304, Quân đoàn 2, Quân đội nhân dân Việt Nam.
Tháng 7/1981 – 4/1985, ông làm Sư đoàn trưởng Sư đoàn 304, Quân đoàn 2, Quân đội nhân dân Việt Nam. Trong thời gian này ông được cử đi đào tạo tại Học viện Quân sự PunDe Liên Xô.
Tháng 5/1985 – 9/1987, ông làm Phó Tham mưu trưởng Quân đoàn 2, Quân đội nhân dân Việt Nam.
Tháng 10/1987– 5/1988, ông làm Phó Tư lệnh thứ nhất Quân đoàn 2, Quân đội nhân dân Việt Nam.
Tháng 6/1988 – 3/1993, ông được thăng quân hàm Thiếu tướng, Tư lệnh Quân đoàn 2, Quân đội nhân dân Việt Nam.
Tháng 4/1993 – 9/1997, ông lần lượt đảm nhiệm các chức vụ: Phó Chủ nhiệm Tổng cục Hậu cần.; Quyền Chủ nhiệm Tổng cục Hậu cần; Chủ nhiệm Tổng cục Hậu cần, Phó Bí thư Đảng ủy Tổng cục Hậu cần.
Tháng 9/1997, ông được bầu vào Đảng đoàn Quốc hội khóa X, làm Phó Chủ tịch Quốc hội nước Cộng hòa xã hội chủ nghĩa Việt Nam, Chủ nhiệm Ủy ban Quốc phòng và An ninh của Quốc hội.
Tại Đại hội đại biểu toàn quốc lần thứ IX của Đảng (tháng 4/2001), ông được bầu lại làm Ủy viên Ban Chấp hành Trung ương Đảng và tiếp tục được bầu giữ chức Phó Chủ tịch Quốc hội nước Cộng hòa xã hội chủ nghĩa Việt Nam kiêm Chủ nhiệm Ủy ban Quốc phòng và An ninh của Quốc hội, Đại biểu Quốc hội khóa X, XI.
Năm 2007, ông thôi giữ chức Phó Chủ tịch Quốc hội và nghỉ theo chế độ
Ông mất đột ngột khi đang điều trị tại Bệnh viện Trung ương Quân đội 108 vào ngày 8/2/2019, không lâu sau lễ mừng thọ lần thứ 75.

## Lịch sử thụ phong quân hàm
| Năm thụ phong | 1967                                         | 1968                                                | 1970                                      | 1973                                    | 1976                                                 | 1980                                      | 1984                                             | 6.1988                                          | 10.1994                                              |  |  |
| ------------- | -------------------------------------------- | --------------------------------------------------- | ----------------------------------------- | --------------------------------------- | ---------------------------------------------------- | ----------------------------------------- | ------------------------------------------------ | ----------------------------------------------- | ---------------------------------------------------- |  |  |
| Quân hàm      | Tập tin:Vietnam People's Army Lieutenant.jpg | Tập tin:Vietnam People's Army Senior Lieutenant.jpg | Tập tin:Vietnam People's Army Captain.jpg | Tập tin:Vietnam People's Army Major.jpg | Tập tin:Vietnam People's Army Lieutenant Colonel.jpg | Tập tin:Vietnam People's Army Colonel.jpg | Tập tin:Vietnam People's Army Senior Colonel.jpg | Tập tin:Vietnam People's Army Major General.jpg | Tập tin:Vietnam People's Army Lieutenant General.jpg |  |  |
| Cấp bậc       | Trung úy                                     | Thượng úy                                           | Đại úy                                    | Thiếu tá                                | Trung tá                                             | Thượng tá                                 | Đại tá                                           | Thiếu tướng                                     | Trung tướng                                          |  |  |
|               |                                              |                                                     |                                           |                                         |                                                      |                                           |                                                  |                                                 |                                                      |  |  |